# Paracaryum integerrimum
Paracaryum integerrimum är en strävbladig växtart som beskrevs av P. Myrzakulov. Paracaryum integerrimum ingår i släktet Paracaryum och familjen strävbladiga växter. Inga underarter finns listade i Catalogue of Life.